# Reginaldo Ferreira da Silva
Reginaldo Ferreira da Silva (* 31. Juli 1983 in Jundiaí) ist ein brasilianischer Fußballspieler, der auf der Position des Stürmers spielt.

## Karriere
Reginaldo begann seine Profikarriere mit der Saison 2000/01 beim italienischen FBC Treviso. Nach sechs Spielzeiten in drei verschiedenen Spielklassen verließ er zum Ende der Saison 2005/06 Treviso und wechselte zum AC Florenz. Nach einer erfolgreichen Saison 2006/07 mit der Fiorentina wurde er im Sommer 2007 für eine Ablösesumme von 4,5 Millionen Euro zum FC Parma transferiert. 2009 wechselte er zum AC Siena. Im März 2012 wurde Reginaldo nach Japan an JEF United Ichihara Chiba ausgeliehen.

## Titel und Erfolge
- Aufstieg in die Serie A: 2005, 2009
- Aufstieg in die Serie B: 2003